# Aceituna rellena
Las aceitunas rellenas consisten en una preparación de aceitunas de mesa. En la Gastronomía de la ciudad de Alcoy hay una actividad conservera que abastece a toda España. Las aceitunas se suelen rellenar de anchoa y/o pimiento. Se suelen servir en España como una simple tapa en un plato (en ciertas ocasiones se sirve también como unas banderillas), o como decoración de cócteles.

## Características

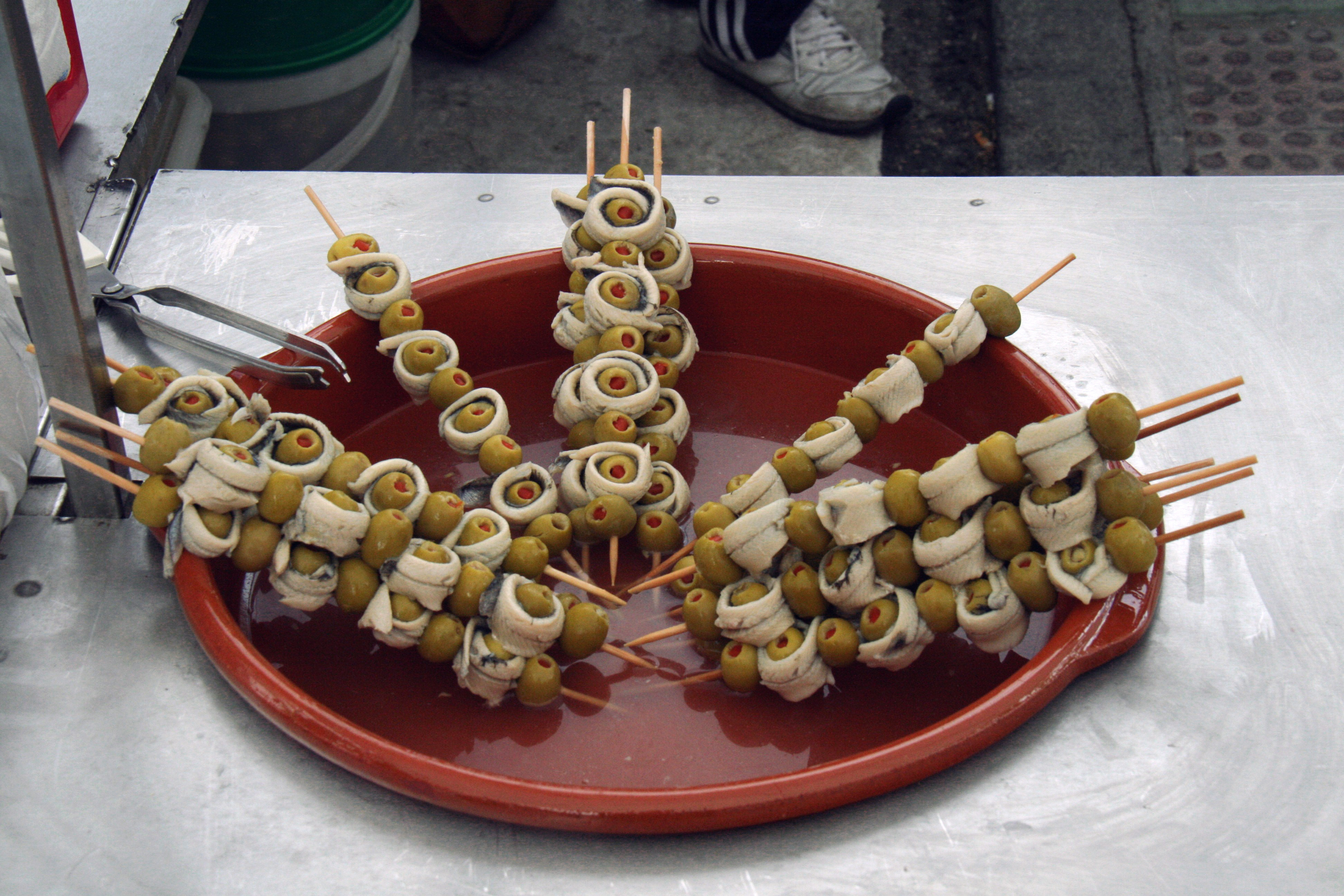
Unas banderillas de aceitunas rellenas.

Se elaboran de forma tradicional de forma artesanal, empleando las aceitunas verdes por regla general. Empleando un descorazonador manual para sacar el hueso de su interior, y posteriormente embutiendo con el relleno. Los huesos suelen emplearse como biomasa. La conserva de las aceitunas rellenas presenta algunas dificultades dependiendo del tipo de relleno. Los rellenos de anchoa presentan problemas por ser fácilmente alterables e inestables tras las altas temperaturas empleadas en la pasteurización. Con este objeto se suele añadir espesantes como el alginato sódico y alginato cálcico. Otros de los rellenos suelen ser queso azul, carnes como el pollo, almendra, pimiento (generalmente asado), etc. En la actualidad estas aceitunas se realizan industrialmente mediante un sistema de inyección en el que se utiliza un gelificante que mezclado con el relleno a emplear, se solidifica rápidamente.